# Sân bay Mossendjo
Sân bay Mossendjo (IATA: MSX, ICAO: FCMM) là một sân bay ở Mossendjo, tỉnh Niari, Cộng hòa Congo.

## Vị trí và cơ sở vật chất
Sân bay nằm cách thị trấn khoảng 1 km về phía tây, trên độ cao 1519 ft (463 m) so với mực nước biển. Nó có một đường băng cỏ dài 920 m.